# Hans Kelsen
Hans Kelsen (11. října 1881 Praha – 19. dubna 1973 Orinda u Berkeley, Kalifornie) byl rakouský právní teoretik, právní filozof a státovědec česko-židovského původu. Zabýval se zejména teorií práva, ústavním právem a mezinárodním právem. Je zakladatelem právně-filozofického směru nazývaného ryzí nauka právní, jemuž příbuzná byla normativní teorie práva.

## Život
Hans Kelsen se narodil 11. října 1881 v Praze, v německy mluvící židovské rodině. Jeho otec Adolf Kelsen (narozený jako Abraham Littman) byl obchodník a pocházel z Brodů v Haliči. V Praze dlouho nezůstali, už roku 1884 se přestěhovali do Vídně, kde Hans Kelsen získal vzdělání. V roce 1900 absolvoval na klasickém gymnáziu a začal studovat práva na Vídeňské univerzitě, kde roku 1906 získal titul doktora práv. Po jednoroční praxi u soudu zastával různé úřednické funkce, ale především se připravoval na vědeckou dráhu.
V roce 1911 se v oboru státního práva habilitoval prací Hauptprobleme der Staatsrechtlehre entwickelt aus der Lehre vom Rechtssatze („Hlavní problémy státoprávní nauky odvozené z nauky o právním výroku“) a začal působit na vídeňské právnické fakultě jako soukromý docent. Po první světové válce, ve které působil jako právní poradce na ministerstvu války, se stal nejdříve roku 1918 mimořádným a už o rok později řádným profesorem v oboru ústavního práva. Podílel se na tvorbě ústavy Rakouské republiky a stal se přísedícím ústavního soudu.
Po roce 1930 musel z politických důvodů opustit ústavní soud, pak univerzitu a nakonec celé Rakousko. Jeho působištěm se stal německý Kolín nad Rýnem, odkud však po roce 1933 musel opět kvůli svému židovskému původu odejít. Dále působil v Ženevě a v letech 1936–1938 také na právnické fakultě Německé univerzity v Praze. V roce 1940 opustil Evropu úplně a po krátkém působení na Harvardově univerzitě se stal řádným profesorem na Kalifornské univerzitě v Berkeley, kde působil až do své smrti 19. dubna 1973.

## Myšlení a dílo
Ve svém díle se Hans Kelsen inspiroval zejména transcendentální filozofií Immanuela Kanta, v interpretaci marburské školy (zejména Hermanna Cohena). To se projevuje především ve striktním požadavku na oddělení práva od jiných věd a v důsledném uplatňování normativních metod zkoumání práva. Kant inspiroval Kelsena pouze ve filozofické rovině, nikoli v rovině právně-teoretické (Kant byl zastáncem přirozeného práva). Myšlenkovými předchůdci Hanse Kelsena v právní teorii byli spíše Jeremy Bentham a John Austin a jejich rozkazní teorie. Sám Kelsen se označoval za žáka německého právníka a státovědce Georga Jellinka.
Kelsen významně ovlivnil řadu zejména britských právníků, mimo jiné H. L. A. Harta a J. Raze, z českých autorů brněnského Františka Weyra. Kelsenovým kolegou, ale výslovným protivníkem byl naopak německý právní teoretik absolutní svrchovanosti státu Carl Schmitt.
| „                                     | Suverenita je problematický pojem, z něhož nelze získat nic víc, než co jsme do jeho definice účelově vložili. | “ |
| — H. Kelsen, Peace through law, 1944. | |   |

### Teorie práva a státověda

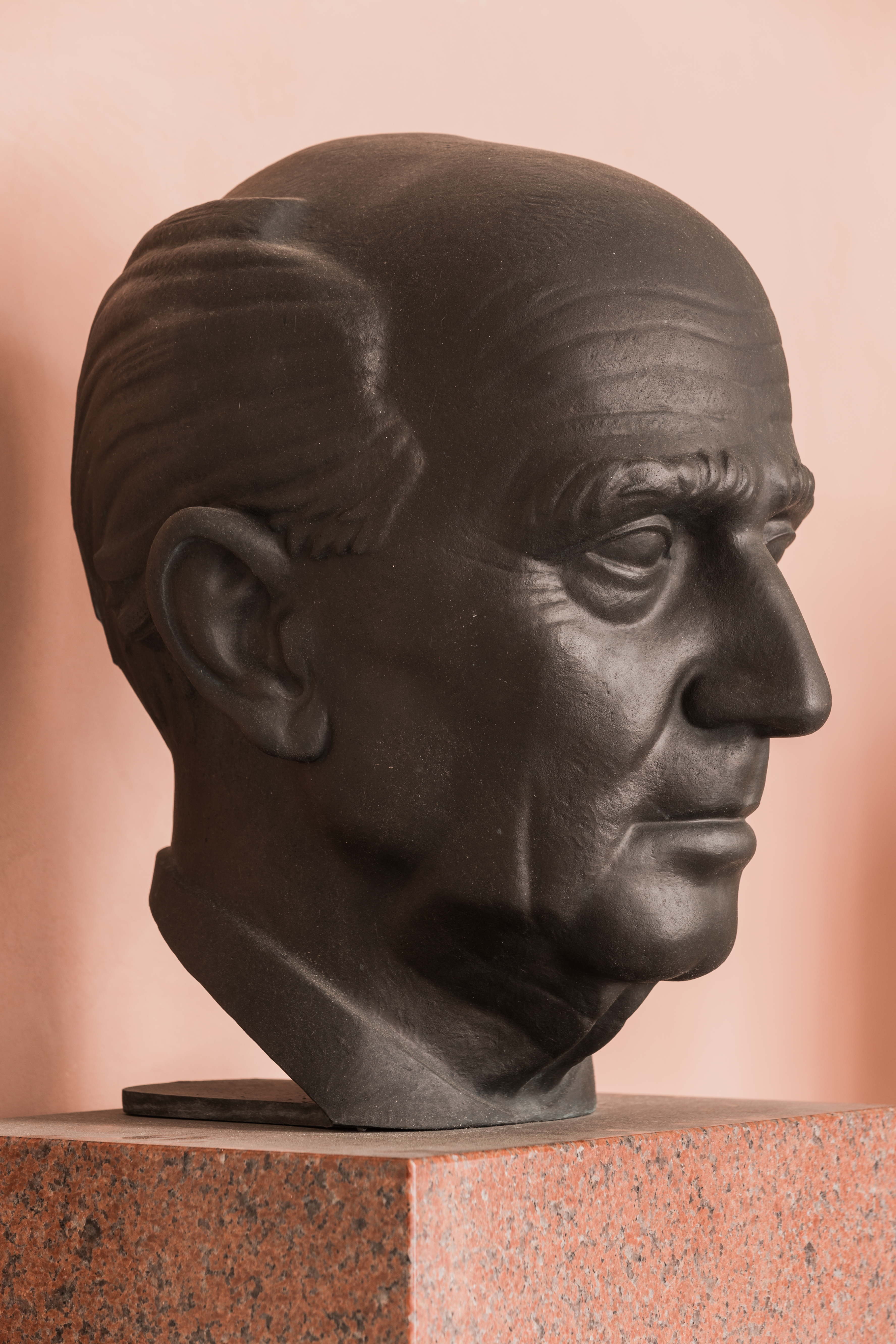
Busta Hanse Kelsena ve foyer vídeňské univerzity

V ústavním právu se Kelsen pokládá za tvůrce evropského modelu ústavního soudu jako nejvyššího ochránce demokracie a právního státu. Tento model, odlišný od ústavního soudnictví v USA, převzala řada dalších zemí (od roku 1921 i Československo).
V oblasti teorie práva se Hans Kelsen proslavil asi nejvíce. Vytvořil nový právně-teoretický směr, označovaný jako ryzí nauka právní. Základem této teorie je přísné oddělení práva a morálky. Právo je podle něj vnitřně souladný, hierarchicky uspořádaný systém norem. Hierarchie právního řádu spočívá v tom, že nižší normy (obsažené např. ve vyhláškách) musí být v souladu s vyššími normami (normy zákonné, ústava). Pyramidální struktura právního řádu je dnes všeobecně přijímána.
Vytvořil také teoretický pojem „základní norma“ (Grundnorm), což je nejvyšší norma, stojící nad ústavou. Ta v Kelsenově pojetí umožňuje chápat právní řád jako platný. Tato teoretická konstrukce se stala v právní teorii předmětem mnoha sporů a diskuzí. Zabýval se též problematikou platnosti a účinnosti právních norem. V pozdějším období své vědecké kariéry se věnoval především normám jako takovým, podílel se na tvorbě mezinárodního práva a napsal rozsáhlý komentář k právu OSN.
Kelsen ostře vystupoval proti dosavadní právní teorii, jak se vyvinula v 19. století. Vytýkal jí míšení práva s mimoprávními jevy (morálka, náboženství, sociologie) a prosazoval přísně juristický přístup k právu. Odmítal také tzv. dualismy v právu (tedy rozlišování objektivního a subjektivního práva, veřejného a soukromého práva, atp.). Sám však říkal, že nechce připsat vědě o právu nový směr, že chce pouze vytvořit normativní vědecké základy srovnatelné s jinými vědními obory.
Během své vědecké kariéry spolupracoval též s tzv. brněnskou školou normativní teorie, zejména s jejím čelným představitelem a svým přítelem Františkem Weyrem. Společně vydávali mezinárodní časopis Revue internationale de la théorie du droit.
| „                                               | Demokracie je forma státu, která se nejméně brání svým protivníkům. | “ |
| — H. Kelsen, Verteidigung der Demokratie, 1934. |                                                                     |   |

### Díla z oblasti teorie práva a státovědy
- Hauptprobleme der Staatsrechtlehre entwickelt aus der Lehre vom Rechtssatze („Hlavní problémy státoprávní nauky odvozené z nauky o právním výroku“, 1911)
- Allgemeine Staatslehre („Obecná nauka o státu“, 1925)
- Reine Rechtslehre („Ryzí nauka právní“, 1934, 2. přepracované vydání 1960)
- General Theory of Law and State („Obecná teorie práva a státu“, 1945)
- Allgemeine Theorie der Normen („Obecná teorie norem“, 1979)

### Ústavní a mezinárodní právo
- Die Verfassungsgesetze der Republik Österreich („Ústavní zákony Rakouské republiky“, komentář k rakouské ústavě)
- Das Problem der Souveränität und Theorie des Völkerrechs („Problém suverenity a teorie mezinárodního práva“)
- The Law of United Nations (komentář k Chartě OSN)
- Principles of International Law („Zásady mezinárodního práva“)